# Małujowice
Małujowice (do 1945 r. niem. Mollwitz) – wieś w Polsce położona w województwie opolskim, w powiecie brzeskim, w gminie Skarbimierz, położona na Równinie Grodkowskiej, przy drodze krajowej nr 39 łączącej autostradę A4 z Brzegiem.
Wieś znajduje się na terenie parafii pw. św. Jakuba Apostoła w Małujowicach.

## Nazwa
Według niemieckiego językoznawcy Heinricha Adamy’ego nazwa miejscowości pochodzi od polskiego określenia oznaczającego niedużą wielkość - "mały". W swoim dziele o nazwach miejscowości na Śląsku wydanym w 1888 roku we Wrocławiu wymienia pierwotną nazwę w formie "Malewicz" podając jej znaczenie "Kleindorf" czyli tłumacząc na język polski "Mała wieś". Nazwa wsi została później fonetycznie zgermanizowana - początkowo na Malevitz, a później na Mollwitz tracąc swoje pierwotne znaczenie.
Podobną toponimię podaje również śląski pisarz Konstanty Damrot, który w swojej pracy o śląskim nazewnictwie z 1896 roku wydanej w Bytomiu wymienia dwie polskie nazwy: "Malejowice" oraz "Małowice", a także niemiecką Mollwitz. Cytuje on również staropolską nazwę "Malewicz" pod jaką wieś została zanotowana w łacińskim dokumencie z 1288 oraz Maluyewicz z 1315 roku.
W księdze łacińskiej Liber fundationis episcopatus Vratislaviensis (pol. Księga uposażeń biskupstwa wrocławskiego) spisanej za czasów biskupa Henryka z Wierzbna w latach 1295–1305 miejscowość wymieniona jest w zlatynizownej formie Mulowitz.

## Historia
Na polach między Małujowicami, Zielęcicami, Skarbimierzem i Potokiem Pępickim (czyli głównie na terenie dzisiejszego lotniska) 10 kwietnia 1741 rozegrała się najsłynniejsza bitwa wojen śląskich, znana jako bitwa pod Małujowicami albo bitwa pod Mollwitz.
Na północ-płn.wsch. od wsi w odl. ok. 2km od kościoła Św. Jakuba wzniesienie Wronie Wzgórze z ruinami domu młynarza i wiatrakiem, oraz zachowana w dobrym stanie (choć wyschnięta) studnia z kamieni polnych. Według tradycji z tego miejsca Fryderyk II dowodził w trakcie bitwy i kierował oblężeniem Brzegu.

## Zabytki
Do wojewódzkiego rejestru zabytków wpisane są:
- kościół parafialny pw. św. Jakuba Apostoła. Murowany, gotycki. Zbudowany w 1250 r. pw. NMP, w pierwszej połowie XIV wieku częściowo przebudowany i rozbudowany przez właściciela Małujowic Samboriusa. W latach 60. XIV wieku powstały bogate polichromie wczesnogotyckie o tematyce staro- i nowotestamentowej, wykonane przez artystę ze szkoły praskiej. Znajdowały się one na ówczesnym stropie nawy kościoła, dziś są na strychu (wskutek zbudowania później drewnianego sufitu obniżającego nawę). Na początku XV wieku dobudowano wieżę, przedsionek i rozpoczęto pokrywanie ścian i sufitu nową serią polichromii o tematyce biblijnej. Ze względu na zniszczenia spowodowane przez husytów prace malarskie zakończono dopiero w 1480 - XV w. W 1500 roku zbudowano nowy strop w nawie, złożony z ponad 600 desek o barwnych ornamentach roślinnych, zwierzęcych i heraldycznych. Od tego czasu w kościele nie prowadzono większych prac budowlanych. W 1526 świątynię objęli protestanci. W 1817 wszystkie malowidła przykryto tynkiem. W latach 60. XIX wieku tynk w nawie głównej skuto, a polichromie poddano niezbyt fachowej restauracji, polegającej m.in. na domalowaniu brakujących fragmentów i przemalowaniu słabo zachowanych. W 1945 kościół objęli katolicy, a w 1964 odkryto spod tynku na strychu najstarsze polichromie. Obecnie kościół ma jeden z najbogatszych w Polsce cykli gotyckich malowideł ściennych. Tworzy on cykl biblijny, pomyślany jako Biblia pauperum. Bardzo cenny jest też gotycki, bogato rzeźbiony portal z tympanonem przedstawiającym koronację Matki Boskiej, nawiedzenia św. Elżbiety i pokłonu trzech króli. Tympanon obramowany jest cyklem rzeźb panien mądrych i głupich oraz rzeźbionymi rozetami i elementami roślinnymi
- dawny cmentarz przy kościele
- ogrodzenie z bramkami, z XV w., 1745 r.

inne zabytki:
- Monolitowy krzyż kamienny na cmentarzu przykościelnym. Krzyż jest przeniesiony z nieznanego miejsca, nie jest też znany powód jego fundacji ani wiek. Jedna z hipotez mówi, że jest to tzw. krzyż pokutny, czyli krzyż fundowany przez zabójcę w wyniku jego umowy z rodziną zabitego mającej zapobiec krwawemu odwetowi. Ugody takie dopuszczało średniowieczne prawo. Nie jest wykluczone, że to rzeczywiście krzyż pokutny ale nie ma też na to żadnych dowodów. Należy pamiętać, że powodów powstania tego krzyża mogło być dużo: z pobudek religijnych, krzyż wotywny, krzyż graniczny, krzyż upamiętniający jakieś wydarzenie, czy nawet zabójstwo lecz wystawiony przez rodzinę zmarłego dla upamiętnienia. Hipoteza opiera się głównie na nieuprawnionym utożsamianiu wszystkich starych kamiennych krzyży monolitowych z krzyżami pokutnymi[10].
- stara stacja kolejowa, na południe od wsi, z ok. 1910 r.

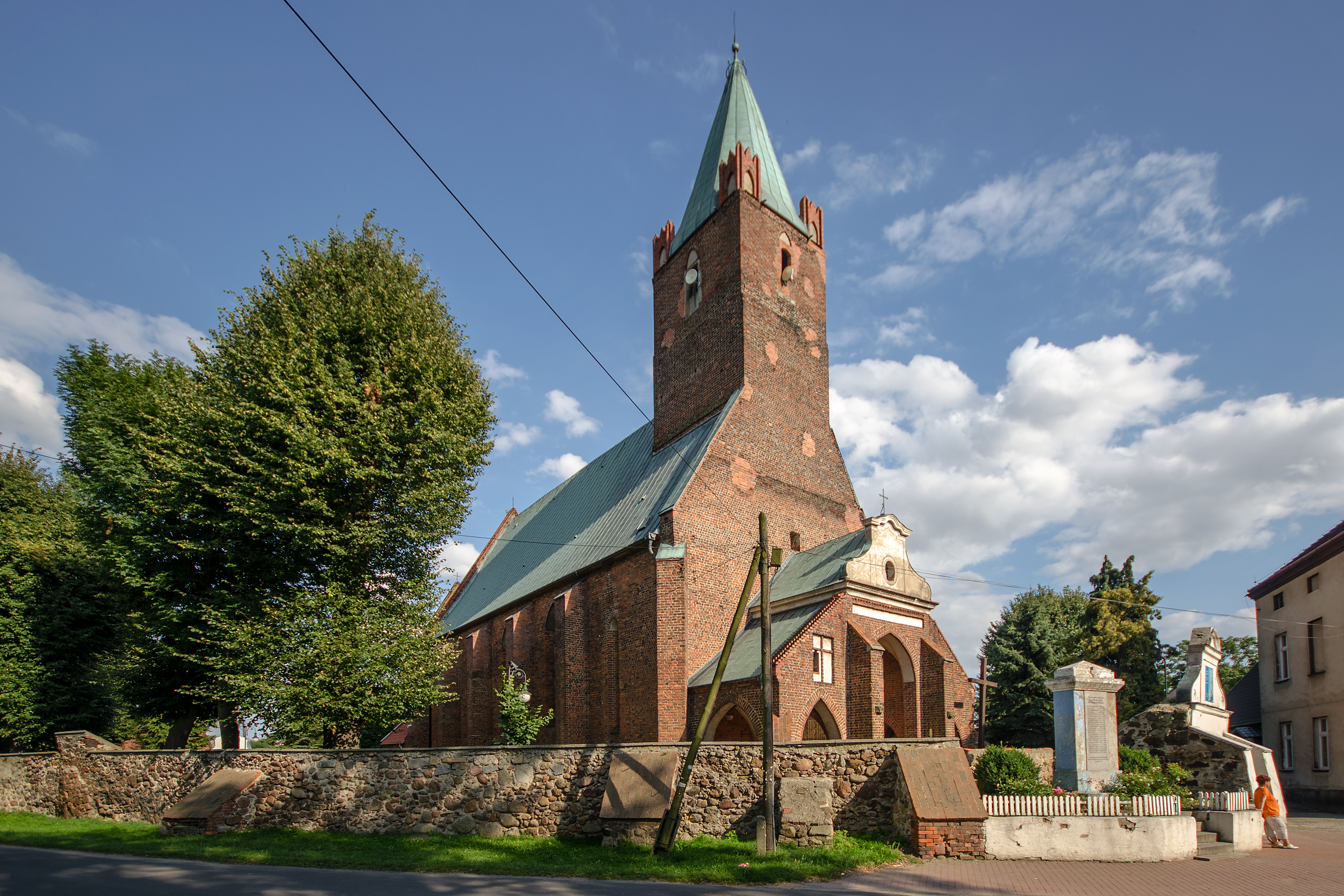
Kościół św. Jakuba Apostoła
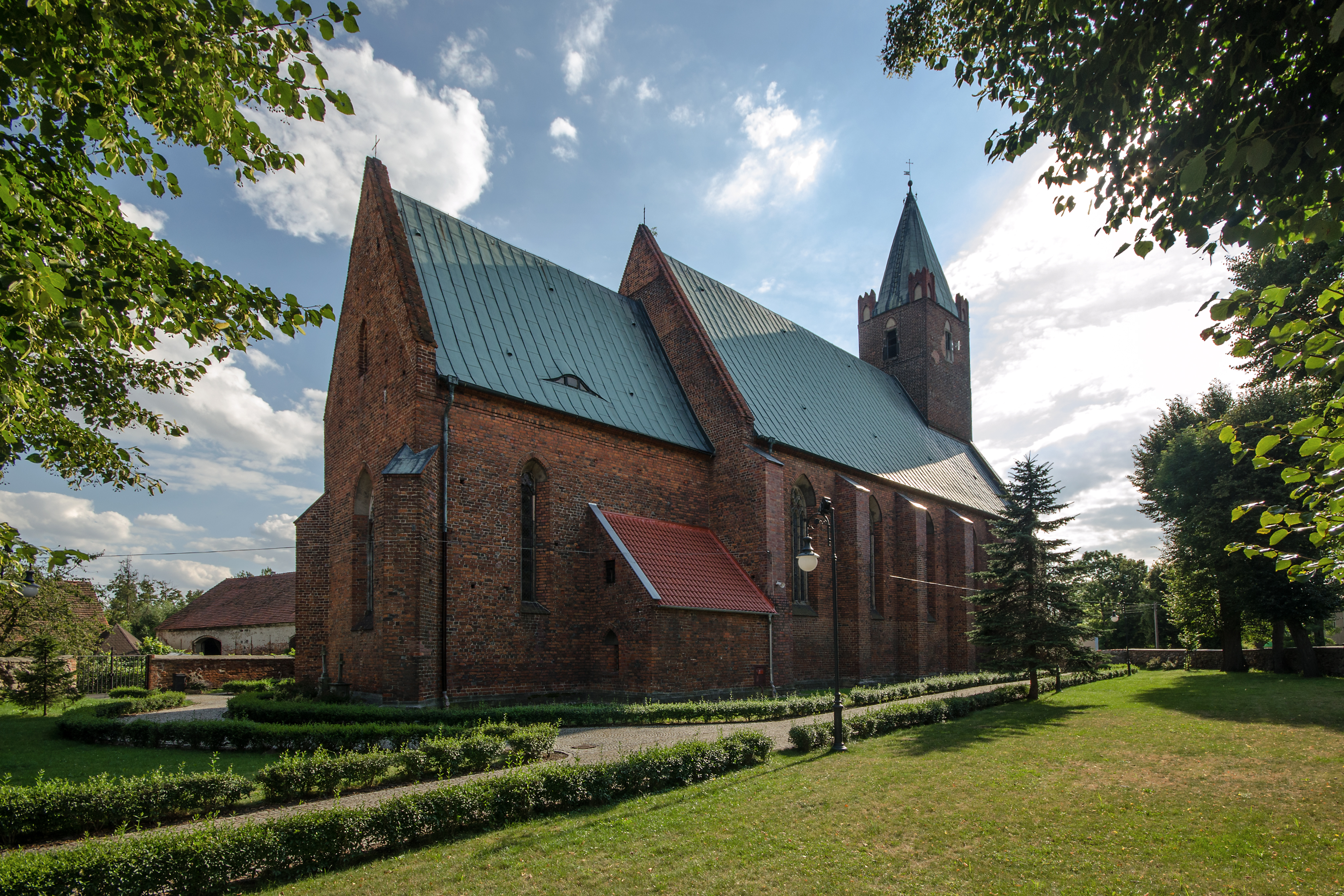
Kościół św. Jakuba Apostoła
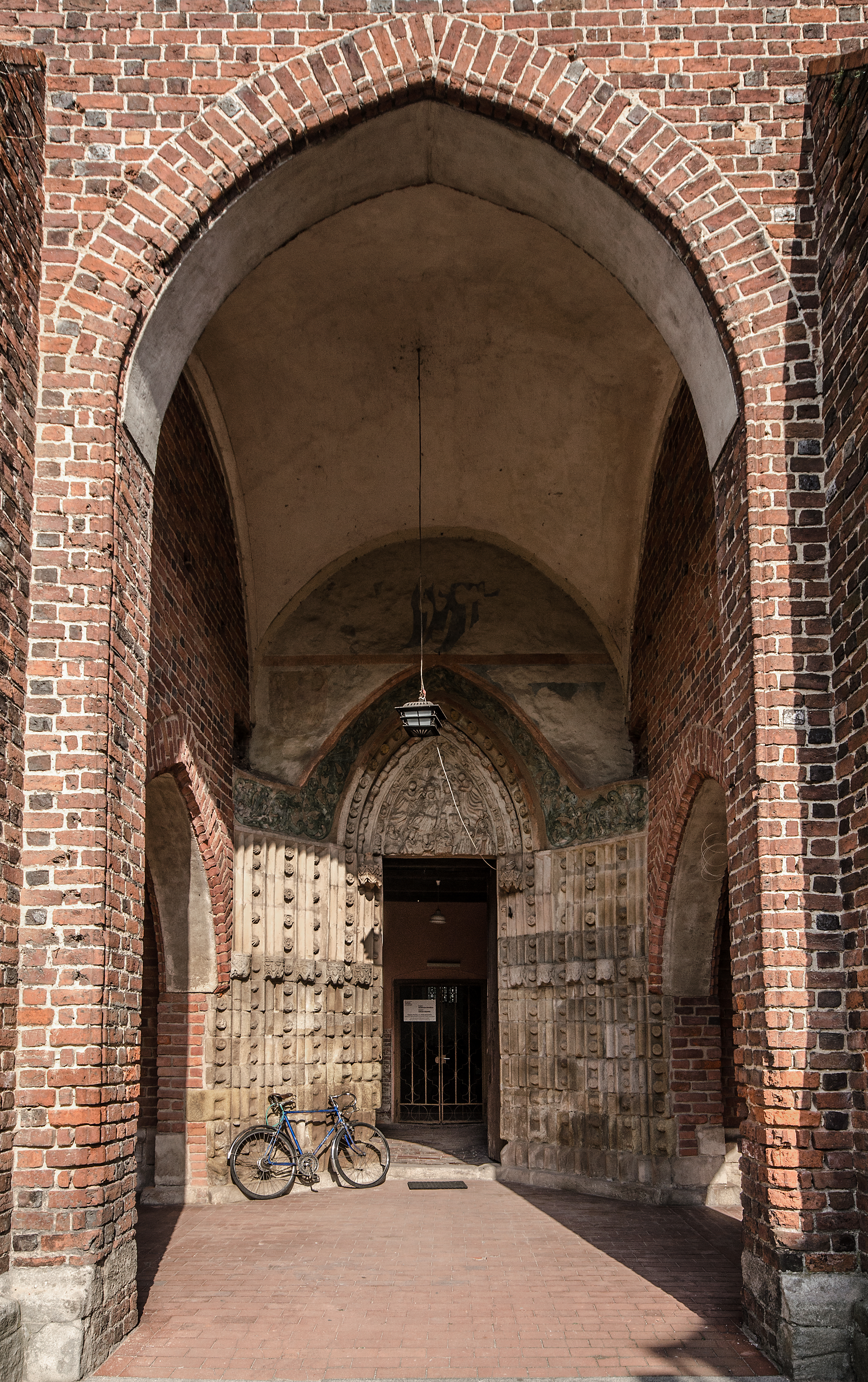
Kościół św. Jakuba Apostoła
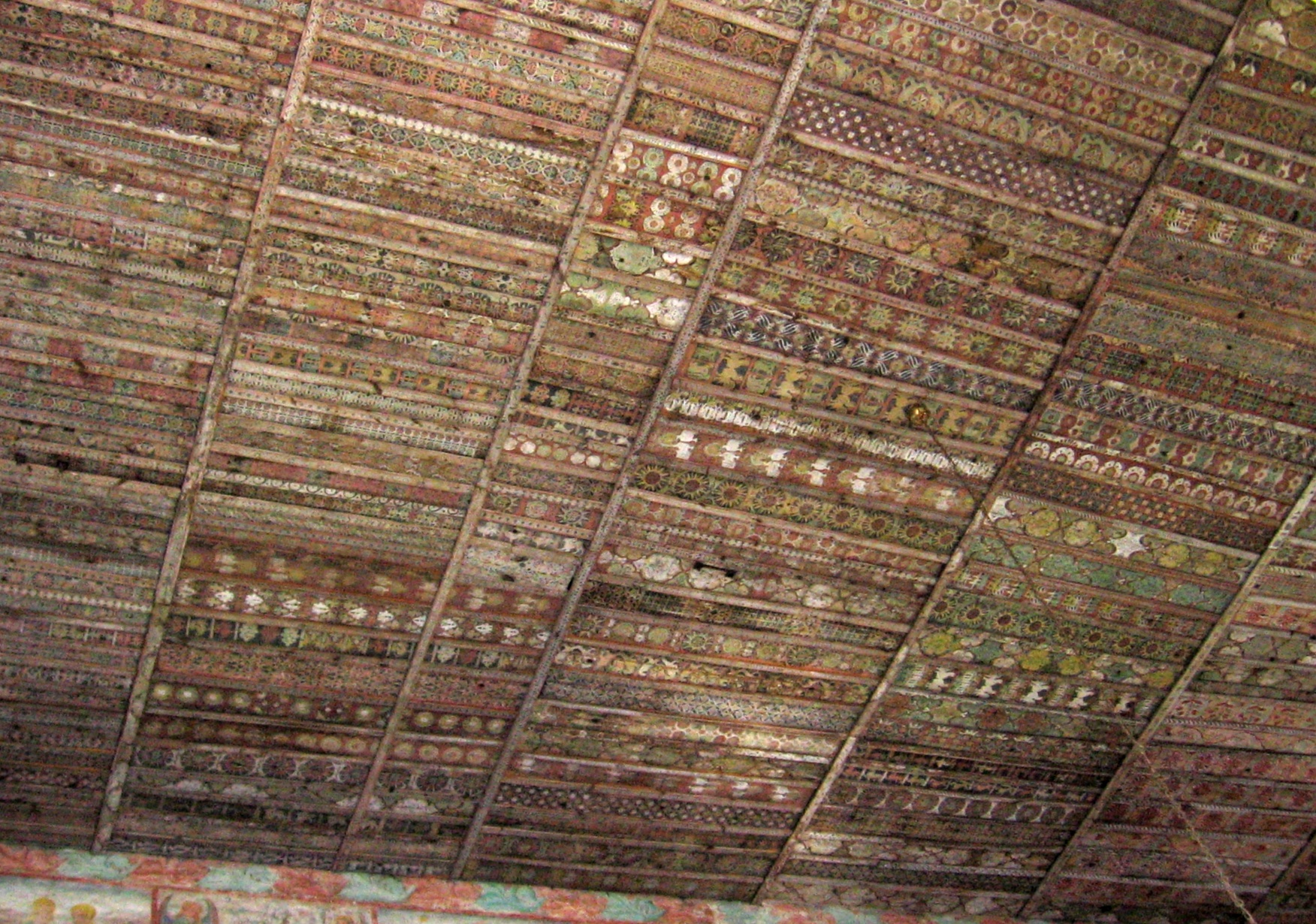
Drewniany strop kościoła św. Jakuba Apostoła
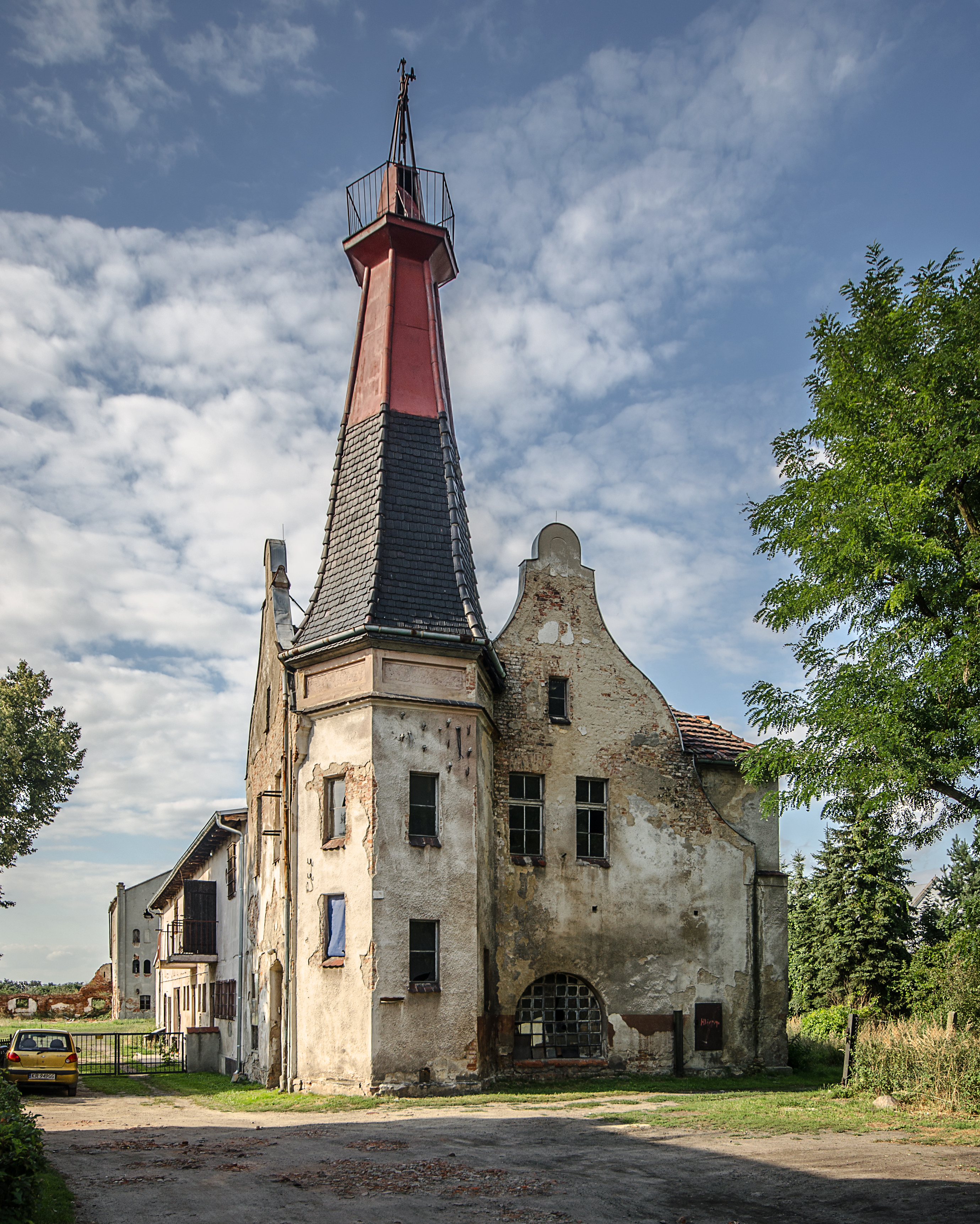
Pałac Arndtów